# Lazare Picault
Lazare Picault (Toulon, ± 1700 — Pamplemousses, 21 februari 1748) was een Frans ontdekkingsreiziger die met name bekend is geworden voor het in kaart brengen van de centrale eilandengroep van de Seychellen. Hij deed dit in opdracht van Bertrand-François Mahé de La Bourdonnais die destijds gouverneur van Mauritius was en noemde de eilanden daarom Iles de la Bourdonnais. Op deze eilanden zijn meerdere locaties naar Lazare Picault vernoemd.